# Dirka po Italiji 1962
Dirka po Italiji 1962 (italijansko Giro d'Italia 1962) je 45. izvedba dirke po Italiji, tritedenske moške cestne kolesarske etapne dirke. Začela se je 19. maja v Milanu in končala 9. junija v Milanu. Sodelovalo je 130 kolesarjev iz 13-ih ekip. Rožnato majico je prvič osvojil Franco Balmamion (Carpano), drugo mesto Imerio Massignan (Legnano–Pirelli), tretje pa Nino Defilippis (Carpano). Zeleno majico je osvojil Angelino Soler (Ghigi).

## Ekipe
- Atala
- Carpano
- Faema
- Ferrys
- Gazzola–Fiorelli–Hutchinson
- Ghigi
- Legnano–Pirelli
- Liberia–Grammont–Wolber
- Molteni
- Moschettieri
- Philco
- San Pellegrino
- Torpado

## Etape
| Etapa | Datum    | Štart/Cilj                               | Razdalja    | Tip         | Tip             | Zmagovalec                |             |
| ----- | -------- | ---------------------------------------- | ----------- | ----------- | --------------- | ------------------------- | ----------- |
| 1     | 19. maj  | Milano – Tabiano Terme                   | 185 km      |             | ravninska etapa | Dino Liviero (ITA)        |             |
| 2     | 20. maj  | Salsomaggiore Terme – Sestri Levante     | 158 km      |             | gorska etapa    | Graziano Battistini (ITA) |             |
| 3     | 21. maj  | Sestri Levante – Panicagliora (Marliana) | 225 km      |             | gorska etapa    | Angelino Soler (ESP)      |             |
| 4     | 22. maj  | Montecatini Terme – Perugia              | 248 km      |             | ravninska etapa | Antonio Bailetti (ITA)    |             |
| 5     | 23. maj  | Perugia – Rieti                          | 258 km      |             | gorska etapa    | Joseph Carrara (FRA)      |             |
| 6     | 24. maj  | Rieti – Fiuggi                           | 193 km      |             | gorska etapa    | Willy Schroeders (BEL)    |             |
| 7     | 25. maj  | Fiuggi – Montevergine di Mercogliano     | 224 km      |             | gorska etapa    | Armand Desmet (BEL)       |             |
| 8     | 26. maj  | Avellino – Foggia                        | 110 km      |             | gorska etapa    | Huub Zilverberg (NED)     |             |
| 9     | 27. maj  | Foggia – Chieti                          | 205 km      |             | ravninska etapa | Rik Van Looy (BEL)        |             |
| 10    | 28. maj  | Chieti – Fano                            | 218 km      |             | ravninska etapa | Giuseppe Tonucci (ITA)    |             |
| 11    | 29. maj  | Fano – Castrocaro Terme                  | 170 km      |             | gorska etapa    | Rik Van Looy (BEL)        |             |
| 12    | 30. maj  | Forlì – Lignano Sabbiadoro               | 298 km      |             | ravninska etapa | Bruno Mealli (ITA)        |             |
| 13    | 31. maj  | Lignano Sabbiadoro – Nevegal             | 173 km      |             | gorska etapa    | Guido Carlesi (ITA)       |             |
|       | 1. junij | dan počitka                              | dan počitka | dan počitka | dan počitka     | dan počitka               | dan počitka |
| 14    | 2. junij | Belluno – Passo Rolle                    | 160 km      |             | gorska etapa    | Vincenzo Meco (ITA)       |             |
| 15    | 3. junij | Moena – Aprica                           | 215 km      |             | gorska etapa    | Vittorio Adorni (ITA)     |             |
| 16    | 4. junij | Aprica – Pian dei Resinelli              | 123 km      |             | gorska etapa    | Angelino Soler (ESP)      |             |
| 17    | 5. junij | Lecco – Casale Monferrato                | 194 km      |             | ravninska etapa | Armando Pellegrini (ITA)  |             |
| 18    | 6. junij | Casale Monferrato – Frabosa Soprana      | 232 km      |             | gorska etapa    | Angelino Soler (ESP)      |             |
| 19    | 7. junij | Frabosa Soprana – Saint-Vincent          | 193 km      |             | gorska etapa    | Giuseppe Sartore (ITA)    |             |
| 20    | 8. junij | Saint-Vincent – Saint-Vincent            | 238 km      |             | gorska etapa    | Alberto Assirelli (ITA)   |             |
| 21    | 9. junij | Saint-Vincent – Milano                   | 160 km      |             | ravninska etapa | Guido Carlesi (ITA)       |             |
|       | Skupaj   | Skupaj                                   | 4180 km     | 4180 km     | 4180 km         | 4180 km                   | 4180 km     |

## Razvrstitev po klasifikacijah
| Etapa  | Zmagovalec          | Rožnata majica ·    | Zelena majica ·    | Ekipno |
| ------ | ------------------- | ------------------- | ------------------ | ------ |
| 1      | Dino Liviero        | Dino Liviero        | brez               | Faema  |
| 2      | Graziano Battistini | Dino Liviero        | brez               | Faema  |
| 3      | Angelino Soler      | Antonio Suárez      | José Pérez Francés | Faema  |
| 4      | Antonio Bailetti    | Antonio Suárez      | José Pérez Francés | Faema  |
| 5      | Joseph Carrara      | Antonio Suárez      | Joseph Carrara     | Faema  |
| 6      | Willy Schroeders    | Vincenzo Meco       | Joseph Carrara     | Faema  |
| 7      | Armand Desmet       | Armand Desmet       | Joseph Carrara     | Faema  |
| 8      | Huub Zilverberg     | Armand Desmet       | Joseph Carrara     | Faema  |
| 9      | Rik Van Looy        | Armand Desmet       | Joseph Carrara     | Faema  |
| 10     | Giuseppe Tonucci    | Armand Desmet       | Joseph Carrara     | Faema  |
| 11     | Rik Van Looy        | Armand Desmet       | Joseph Carrara     | Faema  |
| 12     | Bruno Meali         | Armand Desmet       | Joseph Carrara     | Faema  |
| 13     | Guido Carlesi       | Armand Desmet       | Angelino Soler     | Faema  |
| 14     | Vincenzo Meco       | Graziano Battistini | Angelino Soler     | Faema  |
| 15     | Vittorio Adorni     | Graziano Battistini | Angelino Soler     | Faema  |
| 16     | Angelino Soler      | Graziano Battistini | Angelino Soler     | Faema  |
| 17     | Armando Pellegrini  | Franco Balmamion    | Angelino Soler     | Faema  |
| 18     | Angelino Soler      | Franco Balmamion    | Angelino Soler     | Faema  |
| 19     | Giuseppe Sartore    | Franco Balmamion    | Angelino Soler     | Faema  |
| 20     | Alberto Assirelli   | Franco Balmamion    | Angelino Soler     | Faema  |
| 21     | Guido Carlesi       | Franco Balmamion    | Angelino Soler     | Faema  |
| Skupaj | Skupaj              | Franco Balmamion    | Angelino Soler     | Faema  |

## Končna razvrstitev
| Legenda | Legenda                                  | Legenda | Legenda                                    |
| ------- | ---------------------------------------- | ------- | ------------------------------------------ |
|         | Predstavlja vodilnega v skupnem seštevku |         | Predstavlja vodilnega v gorski razvrstitvi |

### Rožnata majica
| Poz. | Kolesar                   | Ekipa           | Čas          |
| ---- | ------------------------- | --------------- | ------------ |
| 1    | Franco Balmamion (ITA)    | Carpano         | 123h 07' 03" |
| 2    | Imerio Massignan (ITA)    | Legnano–Pirelli | + 3' 57"     |
| 3    | Nino Defilippis (ITA)     | Carpano         | + 5' 02"     |
| 4    | Vito Taccone (ITA)        | Atala           | + 5' 21"     |
| 5    | Vittorio Adorni (ITA)     | Philco          | + 7' 11"     |
| 6    | José Pérez Francés (ESP)  | Ferrys          | + 7' 29"     |
| 7    | Ercole Baldini (ITA)      | Moschettieri    | + 7' 54"     |
| 8    | Graziano Battistini (ITA) | Legnano–Pirelli | + 8' 05"     |
| 9    | Guido Carlesi (ITA)       | Philco          | + 14' 22"    |
| 10   | Armand Desmet (BEL)       | Faema           | + 15' 55"    |

### Zelena majica
| Poz. | Kolesar                  | Ekipa                   | Točke |
| ---- | ------------------------ | ----------------------- | ----- |
| 1    | Angelino Soler (ESP)     | Ghigi                   | 260   |
| 2    | Joseph Carrara (FRA)     | Liberia–Grammont–Wolber | 100   |
| 3    | Vincenzo Meco (ITA)      | San Pellegrino          | 60    |
| 4    | Armando Pellegrini (ITA) | Molteni                 | 50    |
| 4    | Nino Defilippis (ITA)    | Carpano                 | 50    |
| 6    | Imerio Massignan (ITA)   | Legnano–Pirelli         | 40    |
| 6    | Guido Neri (ITA)         | Torpado                 | 40    |
| 8    | José Pérez Francés (ESP) | Ferrys                  | 30    |
| 8    | Renzo Fontona (ITA)      | Legnano–Pirelli         | 30    |
| 8    | Luigi Zanchetta (ITA)    | Atala                   | 30    |
| 8    | Vittorio Adorni (ITA)    | Philco                  | 30    |
| 8    | Alberto Assirelli (ITA)  | Moschettieri            | 30    |

### Ekipna razvrstitev
| Poz. | Ekipa           | Točke |
| ---- | --------------- | ----- |
| 1    | Faema           | 3792  |
| 2    | Philco          | 2928  |
| 3    | Carpano         | 2714  |
| 4    | Moschettieri    | 2681  |
| 5    | Ghigi           | 2229  |
| 6    | Molteni         | 2227  |
| 7    | Legnano–Pirelli | 2087  |
| 8    | Torpado         | 2057  |
| 9    | Atala           | 1378  |
| 10   | San Pellegrino  | 1452  |